# Дальний (Брянская область)
Дальний — упразднённый в  1982 году посёлок в Погарском районе Брянской области России.  Входил в состав Гринёвского сельского совета.

## География
Урочище находится в южной части Брянской области, в зоне хвойно-широколиственных лесов, на восточном крае осушенного болот, в 3 км к юго-западу от посёлка Калиновка.

### Климат
Климат характеризуется как умеренно континентальный, с тёплым летом и умеренно холодной зимой. Средняя температура воздуха самого тёплого месяца (июля) — 18,2 °C (абсолютный максимум — 36 °C); самого холодного (января) — −8,2 °C (абсолютный минимум — −37 °C). Среднегодовое количество атмосферных осадков составляет 549—641 мм, из которых большая часть выпадает в тёплый период. Снежный покров держится в течение 115—125 дней. В тёплый период (апрель-сентябрь) преобладают ветры северо-западных, северо-восточных и западных направлений, а в холодный период (октябрь-март) — юго-западных, южных и западных.

## История
В 1961 году указом Президиума Верховного Совета РСФСР посёлок Лихой Пай переименован  в Дальний.
Решением Брянского облисполкома от 27 декабря 1982 г. посёлок Дальний исключен из учётных данных.